# Sarothrias amabilis
Sarothrias amabilis (лат.) — вид мелких жуков рода Sarothrias из семейства Якобсонииды (Jacobsoniidae). Юго-Восточная Азия.

## Распространение
Малайзия.

## Описание
Очень мелкие жуки, которые имеют длину около 2 мм, желтовато-коричневого цвета. Надкрылья с вдавленными 1, 2 и 3 рядами, 2 и 3-й ряды соединяются не доходя до уровня метакокс. Пронотум лишён чешуевидных щетинок.
Эпиплевральный и латеральный кили оканчиваются на одном уровне. Формула лапок 3-3-3, булава усиков 3-члениковая.
Вид Sarothrias amabilis был впервые описан в 1995 году австралийским колеоптерологом Станиславом Адамом Слипинским (Stanislaw Adam Ślipiński) и швейцарским энтомологом Иваном Лёблем (Ivan von Löbl), а его валидный статус подтверждён в ходе ревизии, проведённой в 2015 году китайскими энтомологами (Wen-Xuan Bi, Шанхай; Chang-Chin Chen, Tianjin New Wei San Industrial Company, Limited, Tianjin; Mei-Ying Lin, National Zoological Museum of China, Пекин, Китай).